# Károly Főherceg Hadseregcsoport
Károly Főherceg Hadseregcsoport (németül: Heeresgruppe "Erzherzog Karl" ) az Osztrák–Magyar Monarchia hadseregcsoportja volt az I. világháború idején. 1916 júniusában a keleti fronton, az Orosz Birodalom elleni harcokban, majd a Román Királyság elleni hadjáratban vett részt. Nevét parancsnokáról, Károly főhercegről főhercegről kapta, aki 1916 októberéig irányította a formációt. A következő hónapban ő lett a Monarchia utolsó császára. A hadseregcsoport az 1. és 7. hadseregből állt.

## Történelem
A hadseregcsoportot 1916 júniusában hozták létre Károly főherceg (a későbbi IV. Károly király) parancsnoksága alatt, hogy megállítsák az orosz előrenyomulást a Bruszilov-offenzíva idején.    A fronton lévő hét hadseregcsoport reformjának részeként hozták létre, és Károly főherceg formációjába tartoztak a Karl von Pflanzer-Baltin és Felix von Bothmer parancsnoksága alatt állók is. Az új hadseregcsoport együttesen lefedte a frontot, amely Brody délnyugati részétől Bukovináig húzódott. A hadseregcsoport ebben az időben az orosz birodalmi hadsereg ellen harcolt, így a keleti front fontos részének számított.  Hans von Seeckt vezérőrnagyot, aki August von Mackensen vezérkari főnökeként szolgált, 1916 nyarán áthelyezték a hadseregcsoport vezérkari főnökévé. Karl és Seeckt jól működtek együtt, és hadseregcsoportjuk más egységekkel együtt meg tudta állítani az orosz előrenyomulást a Kárpátokban . 
A nyár folyamán a főherceg erőit átcsoportosították, hogy csatlakozzanak a romániai német 9. hadsereghez, amely augusztusban hadat üzent a központi hatalmaknak .   A hadseregcsoport részt vett a román erők Seret folyón való áthajtásában Észak- Moldovába . A Károly főherceg parancsnokságához tartozó 1. hadsereg ezután Erdély északkeleti határát őrizte a román irányítású Moldvával, ahol a román kormány székhelye volt. 
A hadseregcsoportot József főherceg hadseregcsoport néven szervezték át 1916 októberében-novemberében, amikor Károly átvette a trónt Ausztria-Magyarország császáraként . Az új alakulat parancsnokságát Joseph August főherceg kapta, és az Olasz frontra került, Seeckt pedig az újjászervezett hadseregcsoport vezérkari főnökeként maradt 1917-ig.   

## Egységek
A Károly Főherceg Hadseregcsoport az 1. hadseregből és a 7. hadseregből állt.  A hadseregcsoport volt az egyetlen osztrák-magyar alakulat, amely a háború akkori szakaszában független volt a német parancsnokságtól, bár a hadműveleteit Seeckt vezérkari főnök nagymértékben irányította. 

## Parancsnokok
|   | Rang      | Név             | Hivatalba lépés | Hivatal elhagyása |
| - | --------- | --------------- | --------------- | ----------------- |
| 1 | Tábornagy | Károly főherceg | 1916. június    | 1916. október     |

## Vezérkari főnökök
|   | Rang           | Név                    | Hivatalba lépés | Hivatal elhagyása |
| - | -------------- | ---------------------- | --------------- | ----------------- |
| 1 | Ezredes        | Alfred von Waldstätten | 1916. június    | 1916. július      |
| 2 | Dandártábornok | Hans von Seeckt        | 1916. július    | 1916. október     |

## Fordítás
Ez a szócikk részben vagy egészben  az   Army Group Archduke Karl című angol Wikipédia-szócikk fordításán alapul.  Az eredeti cikk szerkesztőit annak laptörténete sorolja fel. Ez a jelzés csupán a megfogalmazás eredetét és a szerzői jogokat jelzi, nem szolgál a cikkben szereplő információk forrásmegjelöléseként.